# 30 يوما في أتلانتا (فلم)
30 يومًا في أتلانتا هو فيلم كوميدي رومانسي نيجيري صدرَ عام 2014 من إنتاج أيو ماكون وإخراج روبرت بيترز. صُوّر الفيلمُ في عددٍ من المواقع في لاغوس وأتلانتا وعُرضه لأول مرةٍ في الواحد والثلاثين من تشرين الأول/أكتوبر 2014. يُعتبر فيلم 30 يومً في أتلانتا الفيلم الأكثر ربحًا على الإطلاق في دُورِ السينما النيجيرية في العام 2015. 

## طاقم التمثيل
| - أيو ماكون في دور أكبورز - رامسي نوح في دور ريتشارد - ريتشارد موفي داميجو في دور أوديي - ديزموند أليوت في دور أوكييموت - كيسي جباري في دور ويلسون | - فيفيكا ا. فوكس في دور زوجة ويلسون - لين وايتفيلد في دور أودي كلارا - كارلي ريد في دور كيمبرلي - مجيد ميشيل في دور أديتولا بريجز | - راشيل أونيجا في دور أم ريتشارد - ميرسي جونسون في دور إيسي - آدا آميه في دور والدة أكبورز - جولييت إبراهيم في دور زوجة أديتولا - إيفيدايو أولاريندي في دور فريز |

## استقبال

### الاستقبال النقدي
لاقى الفيلم استحسان الجمهور العام، لكنه قُوبل بمراجعاتٍ نقديةٍ متوسّطةٍ إلى سلبية. لاحظَ معظم النّقاد أن الكوميديا في الفيلم مليئة بالكلمات والصور النمطيّة وأن الفيلم يبدو وكأنه إعادة إنتاج لفيلم أوسوفيا في لندن (بالإنجليزية: Osuofia in London) الذي صدرَ عام 2003 أو فيلم جنيفا (بالإنجليزية: Jenifa) الذي صدر عام 2008 أو مزيجٌ من الاثنين معًا.
أعطى موقعُ نوليود رينفينتد (بالإنجليزية: Nollywood Reinvented) تقييمًا بلغَ 24% فقط مع شرحِ الأسباب: «الفيلم طويلٌ جدًا [ساعتين] ... اللقطات الطريفة أو الكوميديّة قليلة بل تكادُ تكون منعدمة.» من جهتها علّقت صحيفة ديلي إندبندنت بالقول «أن الكوميديا في الفيلم مليئةٌ بالكليشيهات والقوالب النمطيّة ... لكنّ أيو ماكون أرسلَ في المقابلِ رسالةً قويةً بهذا الجهد بأنه يُمكن صناعة فيلمٍ كوميدي جيد الجودة.»
ذكر الناقد السينمائي ويلفريد أوكيتشي أن «الفيلم به أخطاء من حيثُ صناعة الأفلام عدى عن وجود خللٍ في الإنتاج» لكنه اعترف بأن الفيلم كان مضحكًا ويختتم: «لا توجدُ حبكةٌ واحدةٌ مستمرة ولكن هناك سلسلةٌ من الرسومات والمناسبات جُمعت معًا لتكوين فيلم. سُرعة الفيلم تُخفي افتقارهُ إلى قصّةٍ جوهريةٍ ولكنه لا يفعلُ الكثير لإخفاء النقصِ مع الاستمرارية لأن المَشاهد تصطدم بصخبٍ في الآخر.»
أعطت مجلة سيّدة اليوم (بالإنجليزية: Today's Woman) ثلاث نجومٍ من أصل خمسة موضّحةً: «كانت مشاهدُ البداية مبتذلة ومتوقعة وذكّرتني بالكثير من فيلم أوصوفيا في لندن. مع ذلك وبمجرد اجتياز هذه المرحلة، بدا الفيلمُ في الواقع مضحكًا.» أعطى الناقد السينمائي الآخر باباتوندي لاساكي من موقع 360 إن أو بي إس (بالإنجليزية: 360Nobs) ستّ نجومٍ من أصل 10 مُفسِّرًا: «قصةٌ معتادةٌ أُعيد سردها بطريقة مضحكة بشكل غير عادي. بالتأكيد ليس منافسًا للابتكار أو البراعة، لكنني سأقول أن الفيلم لطيف ويستحقُّ المشاهدة.»
يقول أوبي باساي من موقع ترو نوليود ستوريز (بالإنجليزية: True Nollywood Stories) أن مهارات أيو ماكون في التمثيل غائبة مُضيفًا أنّ هناك عددٌ من المشاهد التي لا داعي لوجودها لكنه يخلص إلى أن: 30 يومًا في أتلانتا لا يزالُ فيلمًا يستحق المشاهدة، فهو مسلي من البداية عدى عن احتوائهِ على بعض المشاهد التي لا تُنسى حقًا. في السياق ذاته علّق الناقد كيمي فيلاني بالقول: «إذا كنت تمر بيومٍ سيء وتحتاجُ إلى شيءٍ ما لتنشيطك فإن 30 يومًا في أتلانتا هو الفيلم المناسب لك.»

### شباك التذاكر
حطَّم فيلمُ 30 يومًا في أتلانتا جميع الأرقام القياسية في شباك التذاكر لعام 2014.

## الجوائز
حصل الفيلم على 10 ترشيحات في حفل توزيع جوائز أكاديمية الأيقونات الذهبية (بالإنجليزية: Golden Icons Academy Academy) لعام 2014.